# نجوای تاریکی
نجوای تاریکی (به انگلیسی: Dark Calling) نهمین کتاب از مجموعه دیموناتا نوشته‌ی نویسنده ایرلندی دارن شان است. این کتاب تقریبا به موازات دو جلد قبلی روی می‌دهد و به بسیاری از سؤالات مجموعه پاسخ می‌دهد. راوی نجوای تاریکی، کرنل فلک است که به همراه موجودات کهن به اعماق فضا سفر می‌کند.

## داستان
با جدا شدن گروبز و کرنل از بک، به دستور برانابوس، آنها عملکرد سایه را زیر نظر می‌گیرند. بعد از واقعه‌ای که در بیمارستان رخ می‌دهد (وقایع سایه مرگ و جزیره گرگ‌ها) گروهی شامل برانابوس، بک، درویش، کرنل و شارمیلا در تعقیب یونی سوان به یک کشتی تفریحی پا می‌گذارند. همه‌ی اعضای گروه به جز کرنل که وظیفه‌ی محافظت از راه فرار را دارد، به سمت یونی می‌روند. ناگهان یکی از موجودات کهن پیش کرنل می‌رود و به زور او را با خود به نقطه‌ای نامعلوم می‌برد.
موجود کهن، در قالب برادر قبلی کرنل، آرت (وقایع دزد شیطانی) به او اشکال مختلف حیات را نشان می‌دهد و بعد او را با خود به چلیپا، نقطه‌ی مرکزی جهان و قلمروی دیموناتا منتقل می‌کند. آنگاه داستان حیرت آور حیات از منظر این مجموعه فاش می‌شود:
قبل از انفجار بزرگ، جهان به شصت و چهار قلمروی سیاه و سفید تقسیم شده بود. موجودات کهن در قلمروی سیاه و شیاطین اصیل در قلمروی سفید زندگی می‌کردند. نیرویی که این دو جهان را از هم جدا می‌کرد کا-گاش بود. شیاطین راهی برای نفوذ به قلمرو موجودات کهن پیدا کردند و نبرد شروع شد. این نبرد سرانجام به نابودی پیوند کا-گاش انجامید و دو جهان کاملاً مجزا برای شیاطین و دیگر موجودات بوجود آمد. با اینکه شکل فیزیکی کا-گاش از میان رفته بود، ولی روح این سلاح در جهان پراکنده شده بود. شیاطین که میل داشتند جهان را به وضع سابق برگردانند به دنبال تکه‌های کا-گاش گشتند. وقتی یک تکه را پیدا می‌کردند، موجودات کهن با نبردی خونین این تکه را از دست آنها نجات می‌دادند. این روند میلیون‌ها سال به طول انجامید. چون موجودات کهن نابارور بودند این مبارزه به ضرر آنها بود، برای همین آنها با کمک تخته‌های شطرنج جادویی، گونه‌هایی از هوش را پرورش دادند. با اینکه شیاطین موفق شدند از دیموناتا به جهان بیایند، این موجودات مبارزه را ادامه دادند. یکی از تکه‌های کا-گاش درون لرد لاس قرار گرفت ولی بک بدون اینکه بخواهد آن را دزدید. با بازگشت بک بعد از مردن، نیروی مرگ جان گرفت و تبدیل به سایه شد. تکه‌های دیگر کا-گاش نیز به زمین جذب شدند و گروبز و کرنل را به عنوان میزبان برگزیدند. حال سایه قصد دارد با تصرف کا-گاش جهان را به وضع ابتدایی برگرداند.
بعد از این توضیحات، موجود کهن به کرنل پیشنهاد می‌کند که برای نجات جان دیگر موجودات زنده که از ترس شیاطین در حال فرار هستند، کمک کند. کرنل قبل از قبول این درخواست، به زمین برمی‌گردد و به مریدان و دیگر تکه‌ها یعنی گروبز و بک می‌پیوندد. تیم آنها برای نجات برانابوس و همچنین گرفتن اطلاعات به داخل پیکر سایه نفوذ می‌کنند و موفق می‌شوند پیکر آن را نابود کنند. بعد از نبردی سخت با لرد لاس و دار و دسته‌اش، درویش به حال مرگ می‌افتد و میرآ به قیمت مرگ خودش، یونی را می‌کشد، بک نیز بدست لرد لاس اسیر می‌شود. سرانجام آنها فرار می‌کنند. کرنل قصد می‌کند که به کمک موجودات کهن و دیگر موجودات زنده برود ولی گروبز مخالفت می‌کند.
با بالا گرفتن تنش میان این دو نفر، گروبز چشم‌های کرنل را کور می‌کند تا او را از رفتن منصرف کند. این کار روابط آن دو نفر را خراب می‌کند ولی در هر حال باعث زمین گیر شدن کرنل می‌شود. گروبز قصد دارد با نجات بک، تمام نیروی کا-گاش را بر سر سایه خالی کند.